# I racconti di padre Brown (fumetto)
I racconti di padre Brown è un fumetto disegnato da Lino Landolfi su sceneggiatura di Renata Gelardini a partire dagli anni settanta e fino agli anni ottanta pubblicato su Il Giornalino. Il personaggio a fumetti è ispirato ai racconti e ai romanzi gialli scritti da Gilbert Keith Chesterton, inventore della figura letteraria del prete detective e all'omonima serie televisiva RAI che aveva per protagonista Renato Rascel, le cui fattezze Landolfi ha ripreso per il fumetto.